# Calvene
Calvene (Calvene in veneto) è un comune italiano di 1 264 abitanti della provincia di Vicenza in Veneto. Sorge ai piedi dell'Altopiano di Asiago.

## Geografia fisica
Il territorio di Calvene — che ha una superficie di 1154 ha — è una lingua di terra incuneata tra i Comuni di Lugo a est e di Caltrano a ovest; si estende dall'Altopiano dei Sette Comuni alle colline delle Bregonze superando un dislivello di oltre 1300 m. L’altitudine oscilla infatti tra un minimo di 165 s.l.m. ed un massimo di 1518 s.l.m.
Eccezion fatta per il fondovalle, tutto il territorio è collinare e montuoso, solcato da valli impervie e boscose (Val Chioda, Val Porca, Val Savina). Monte Cavalletto (m 1230) e Cima Fonti (m 1518) sono i punti più panoramici.
La parte meridionale è attraversata dal torrente Astico che riceve, prima di entrare nel territorio di Lugo, le acque del Chiavona (Ciaona in dialetto locale), torrente di modesta portata, ma che in tempo di piena si ingrossa trascinando rovinosamente a valle ghiaioni e macigni. Nell'Ottocento, durante una grande alluvione, la piena travolse il cimitero e l'antichissima pieve.
Il clima è mite nella parte esposta a sud, dove si coltivano viti, granoturco e foraggio, più fresco e rigido nella zona di montagna, dove crescono faggi, carpini, castagni — l'essenza più importante della zona — e abeti.

## Origini del nome
Il significato del toponimo Calvene è incerto. Le interpretazioni:
- dal termine latino clavis, "chiave che porta verso la montagna"; punto strategico, cioè, della strada che dal centro di Calvene porta direttamente alla Cima di Fonte costituendo, in tempi antichi, il più diretto collegamento col settore centrale dell'Altopiano.[7]
- oppure ancora può riferirsi a una gens Calvena, importante famiglia che in epoca romana risiedeva su questo territorio e di cui si trova memoria in lapidi romane rinvenute nel vicentino e nel padovano.[8]

## Storia

### Epoca antica
Anche a Calvene, come in altre località della zona pedemontana dell'Alto Vicentino furono trovate - durante gli scavi per la costruzione dell’ex casa del fascio - monete romane dell’età repubblicana e di quella imperiale, insieme con altri oggetti di interesse storico e archeologico.

### Medioevo
Per quanto riguarda l'abitato le prime notizie certe di Calvene risalgono al 914; esso è poi ricordato più volte in documenti medievali (del 1034, 1071, 1333 e altri) con grafie diverse: Clavenis, Calvennis, Calvenum, Calvenna. In un documento del 1071 un certo Giusto figlio di Martino donava i suoi beni siti in Calvene al convento padovano di Santo Stefano.
Nel 917 tutto il territorio compreso tra la riva sinistra dell'Astico e quella destra del Brenta, incluso l'Altopiano di Asiago, fu donato dall'imperatore Berengario al vescovo Sibicone di Padova, con l'obbligo di costruire castelli e opere di difesa contro le incursioni degli Ungari.
Calvene possedeva anticamente almeno due castelli: uno in centro, nei pressi della chiesa parrocchiale - dove una stradina è ancora denominata "Castellaro" - ed uno più a nord in località "Rocca" o "Monte Castello", toponimi di per sé molto eloquenti. Forse però le fortificazioni del centro erano ancor più consistenti; nell'Inventario dei beni della città di Vicenza, redatto nel 1262, si legge che, oltre al castello ed alla rocca esistevano anche una torre ed un toponimo "Castellaro"; si parla inoltre di "fossato", di domibus et edificis, di platea e di curia, ed appare quindi chiaro che l'antico centro fortificato di Calvene aveva dimensioni cospicue e comprendeva anche la sede giurisdizionale dipendente direttamente dal Vescovado padovano.
L'importanza di Calvene in epoca medioevale era principalmente dovuta alla presenza dell'antichissima Pieve ed alla vasta giurisdizione che alla medesima faceva capo; per quanto concerne le fortificazioni, a determinarne la costruzione e lo sviluppo contribuì anche l'orografia della zona: il centro di Calvene, infatti, sorgeva in posizione strategicamente importante per il controllo che da esso era possibile esercitare sulla valle dell'Astico a sud-ovest e su quella della Chiavona a sud-est; quanto alla fortificazione di Monte Castello è chiaro che aveva la funzione di sbarrare la via d'accesso all'Altopiano.
Mancando in proposito fonti storiche certe, non è dato di conoscere l'origine e le vicende di queste fortificazioni; è presumibile però che, dopo la donazione di Berengario e i compiti di costruire castelli e opere di difesa assegnati al vescovo di Padova, Sibicone e i suoi successori abbiano dato la priorità a quei centri - come Calvene - che non solo possedevano una pieve, ma che erano altresì ubicati in posizione strategicamente importante. Se questo è vero, il primitivo castello di Calvene potrebbe essere sorto già nella prima metà del secolo X con l'incastellamento della pieve e sarebbe poi scomparso lasciando il toponimo "Castellare" e la turris inabitata dei quali si fa cenno nel citato Inventario della città di Vicenza; nei pressi sarebbe quindi sorto - forse nel secolo XI - un nuovo e píú importante castello vescovile, che nel 1262 appariva ancora in piena efficienza; sull'altura a monte del paese dovrebbe infine essere stata eretta - anch'essa forse nel secolo XI - la Rocca.
In epoca immediatamente successiva alla caduta degli Ezzelini, nel 1259, le fortificazioni erano quindi passate in proprietà della città di Vicenza. Non è noto come tale passaggio sia avvenuto, ma è pressoché certo che si trattò di regolare acquisto; nel 1262, infatti, il governo della città era in mano ai guelfi filo-padovani ed un loro atto di usurpazione ai danni del vescovo era impensabile.
Tanto il castello che la rocca alla fine del XIV secolo erano pressoché scomparsi: non sono documentati né il momento né la causa della loro distruzione, ma è probabile che dopo il passaggio di Vicenza in mano agli Scaligeri i Padovani abbiano infierito anche su Calvene, accanendosi in particolare sui beni della città che si era sottratta al "Patto di Custodia". Nel 1314 la reazione padovana nella fascia pedemontana fu particolarmente violenta e quello forse fu il momento delle distruzioni.
Nel 1337, durante la dominazione scaligera, il territorio di Calvene fu sottoposto, sotto l'aspetto amministrativo, al Vicariato civile di Thiene e tale rimase sino alla fine del XVIII secolo.
Verso il 1390 le comunità rurali di Lugo e di Lonedo, soggette a quella di Calvene, si separarono da essa per diventare comunità autonome. Nel 1500 anche Serra e Volpente vennero cedute a Lugo.

### Epoca moderna e contemporanea
Nel 1404, insieme con tutto il territorio vicentino, passò sotto il dominio della Repubblica di Venezia. I quattro secoli di soggezione alla Serenissima furono caratterizzati da diversi episodi di peste e dal fenomeno del banditismo. La peste che si abbatté sul paese nel 1575 è ricordata in località Lazzaretto con il capitello, restaurato nel 1951, che ricorda anche il colera del 1837.
Sotto il Regno d'Italia, parte dell'Impero francese, il paese fu ricompreso nel Dipartimento del Bacchiglione e formò Comune insieme con Lugo.
Dopo l’annessione al Regno d’Italia nel 1866 e per decenni molti degli abitanti emigrarono, soprattutto verso terre d'Oltremare.
Tra le opere pubbliche della seconda metà del 1800 e del primo 1900, oltre alla costruzione della nuova chiesa, vi furono il ponte sul Chiavona (nel 1887, ora demolito) e quello sull’Astico (nel 1907), le scuole elementari (nel 1913) e l’asilo (costruito tra il 1914 ed il 1921). Il paese fu anche uno dei primi, nell'Alto Vicentino, ad essere fornito di elettricità.
Durante la prima guerra mondiale Calvene, situato in prossimità del fronte, visse giorni di tremenda angoscia (evacuazione del paese, profughi, requisizione del bestiame, scuole trasformate in ospedali da campo).
La popolazione divenne profuga a Bergamo, a Sondrio, a Cremona; il bestiame fu requisito, le scuole elementari vennero trasformate in ospedale da campo. A più riprese vi sostarono i fanti delle brigate Casale, Pavia, Cagliari, Ancona, Udine e nel 1918 ebbero stanza un comando tappa inglese e un reparto di truppe francesi.
In quegli anni, inoltre, Calvene fu collegato a Marostica con una ferrovia che aveva il capolinea in località Val Savina-Vignola: qui e nei campi della vicina contrada Triboli erano sistemati enormi depositi di munizioni. Una teleferica partiva dalla campagna Pasin, vicino ai depositi, passava sul Pian del Toto e arrivava a Castagnaroli e a Serona. Un’altra portava direttamente a Granezza, dove erano acquartierate le retrovie del fronte. Venne anche aperta la "Strada della Salvezza", percorso di 18 km. che permetteva un collegamento rapido con l’Altopiano, di vitale importanza proprio nei momenti più critici del conflitto.
In questa guerra - alla quale subentrarono l'epidemia di febbre spagnola ed episodi di colera - si ebbero 40 caduti, ricordati nel parco della rimembranza.
Anche la seconda guerra mondiale, non meno dura per i sacrifici, i lutti e le rappresaglie, lasciò tracce sanguinose. Calvene, per il suo aspetto impervio e montagnoso, fu centro importante della Resistenza; nel suo territorio operò la Brigata Mazzini.
Come all'inizio del Novecento, anche dopo la prima e la seconda guerra mondiale molti calvenesi emigrarono verso l’Europa e i paesi d’Oltremare.

### Simboli
Lo stemma e il gonfalone del Comune sono stati concessi con decreto del presidente della Repubblica del 18 aprile 2006.
(D.P.R. 18 aprile 2006)
Il gonfalone è un drappo partito di azzurro e di bianco.

## Monumenti e luoghi d'interesse

### Architetture religiose
Chiesa Arcipretale di Santa Maria dell'Annunciazione, nel capoluogo

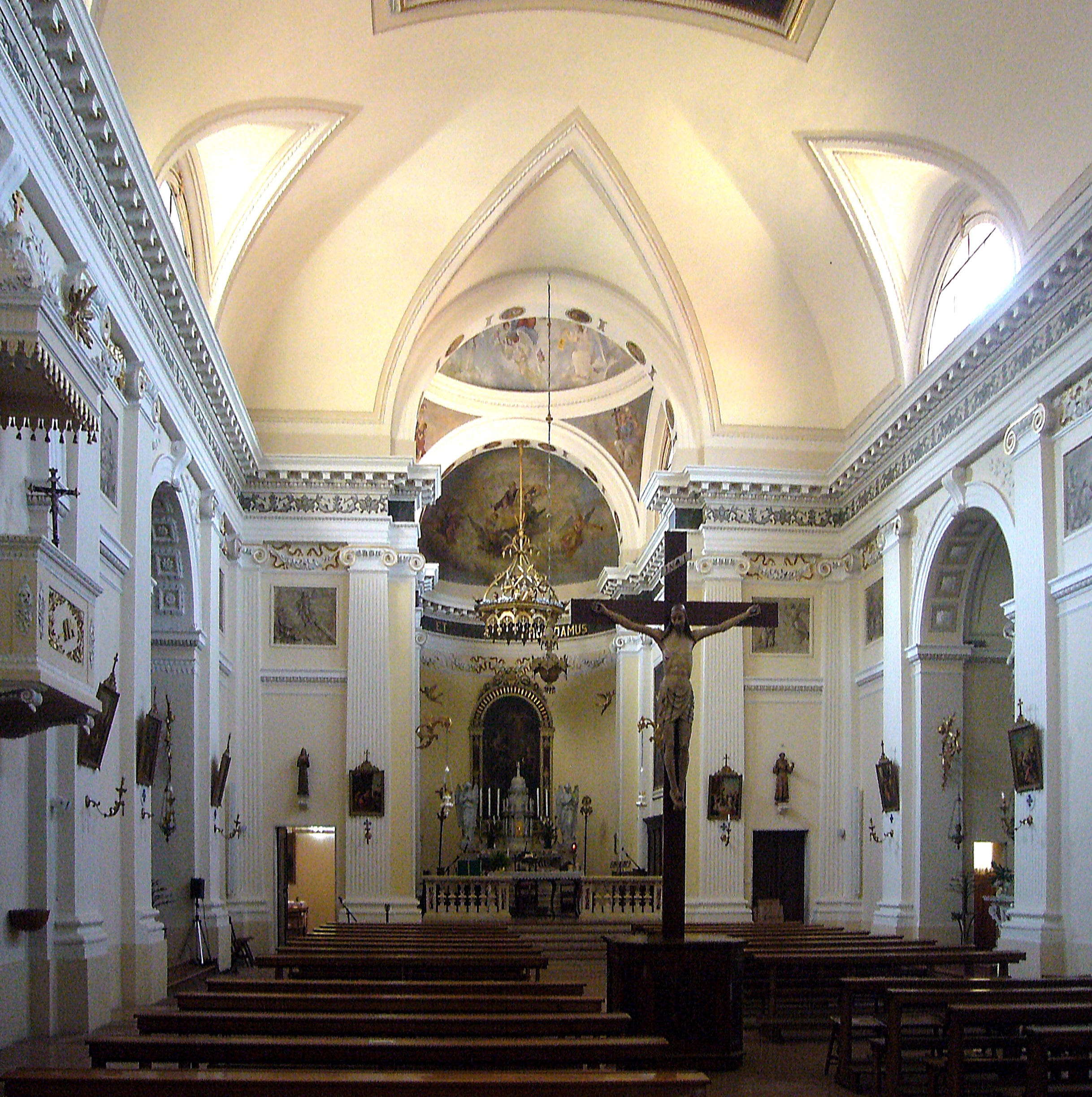
L'interno della chiesa arcipretale

Come altre pievi dell'Alto Vicentino, anche quella di Calvene è molto antica: probabilmente prima della donazione di Berengario era legata alla diocesi di Vicenza (lo testimonierebbe la dedicazione a Maria Annunciata, intitolazione eguale a quella della cattedrale e frequente nel Vicentino); era ancora pieve nella prima metà del X secolo, alla cui epoca si fa risalire il maestoso battistero romanico ancora conservato. Nel corso dei secoli diverse chiese dei dintorni dipesero da questa pieve o si staccarono da essa.
Ristrutturata e ampliata nei primi decenni del Cinquecento, subì danni irreparabili durante l’alluvione del 1850, insieme con l'annesso cimitero. Fu ricostruita in stile neoclassico ad una sola navata negli anni 1850-52, in una zona più elevata della precedente. Vi si possono ammirare: il battistero romanico del XII secolo, una terracotta di San Pietro martire del Quattrocento, un crocifisso ligneo gotico - rinascimentale, l'antica statua della "Madonna in trono con Bambino" popolarmente denominata "Madonna della cintura", preesistente nell'antica chiesa e dispersa durante l'alluvione, l’organo (un Zordan datato 1871); tra le tele la pala dell'altare maggiore "Annunciazione" di autore sconosciuto del '500, "San Pietro martire" e una "Cena di Emmaus" della Scuola dei Da Ponte.
Chiesa di San Bellino, nella frazione Monte
Eretta nel 1754
Chiesa del SS. Redentore, in via Magan
Eretta nel 1855 e ricostruita nel 1963.
Chiesa di San Valentino, in Prà del Giglio
Eretta nel 1927

### Altri luoghi d'interesse
Caratteristici e suggestivi sono alcuni agglomerati di piccole costruzioni ormai in rovina - come Costalamare, Prà del Giglio, Piani - che si incontrano salendo da contrada Monte verso la zona di montagna, lungo la panoramica "strada della salvezza".
Interessante il "mulino della Teodolinda" che sorge sul torrente Chiavona, del 1767 e ristrutturato di recente, situato nella parte meridionale del paese. È uno dei pochi esemplari a coppello ancora funzionanti nell’Alto Vicentino. Come i numerosi mulini di un tempo è costruito ancora tutto in legno duro, dotato di due grandi ruote esterne che ricevono acqua da una lunga tramoggia regolabile dall'interno, ora per la macinazione del sorgo ora per quella del frumento. All'interno sono ancora visibili gli alberi di trasmissione, la serie di ingranaggi in legno, le mole, i buratti rotanti, oltre che antichi strumenti come tamisi, bilance e sessole. Un altro mulino a turbina, costruito nel 1699, esiste a nord del paese in via Grumale.
Di notevole interesse sono il Cimitero Inglese in Val di Fonte ed il ponte ad arcata unica, sul torrente Astico, in località Maglio - Pralunghi.

## Società

### Evoluzione demografica
Abitanti censiti

## Cultura

### Biblioteche
Nel capoluogo vi è la Biblioteca civica "Raffaella Testolin", che fa parte della rete di biblioteche vicentine "Biblioinrete", insieme alla maggior parte delle biblioteche appartenenti alla Rete Bibliotecaria Vicentina.

### Scuole
A Calvene vi sono una scuola dell'infanzia (privata paritaria) e una scuola primaria statale.

## Geografia antropica
Numerose sono le case sparse e le contrade disposte lungo i fianchi della montagna, in ridente posizione e dominanti la valle e la pianura.
Oltre al capoluogo vi sono le contrade: Bissoli (m. 163), Bordogni (m. 250), Cappozzi (m. 326), Grumale (m. 260), Lugazza (m. 194), Magan (m. 219), Maso (m. 338), Prà del Giglio (m. 436), Pralunghi (m. 174), Monte (m. 625), Malleo (m. 526).

## Economia
L'attività agricola e silvo pastorale fu per secoli l'esclusiva risorsa della popolazione di Calvene. La parte più ricca e fertile del territorio era il fondovalle e le pendici collinari meglio esposte, con una fascia in cui tuttora viene coltivato l'olivo.
Durante il medioevo fu fiorente l'arte della lana. Per sfruttare la forza motrice dell'acqua del torrente Chiavona furono costruiti alcuni mulini che macinavano cereali o battevano il ferro. Tra il XV e il XVI secolo si sviluppò anche l'industria dell'estrazione e della lavorazione della pietra; un artigianato tipico oggi estinto fu quello delle trecce e dei cappelli di paglia.
A Calvene non si è sviluppata una zona industriale moderna, pertanto la manodopera locale deve trovare lavoro nei paesi vicini.

## Amministrazione
Nel secondo dopoguerra i Sindaci furono: Lino Pellegrini, Bonifacio Dalla Costa, Bortolo Bonaguro, Bortolo Pasin, Giuseppe Brazzale, Lino Pellegrini, Vittorio Testolin, Antonio Dalla Stella, Roberto Sartori.
| Periodo        | Periodo   | Primo cittadino | Partito                            | Carica  | Note |
| -------------- | --------- | --------------- | ---------------------------------- | ------- | ---- |
| 25 maggio 2014 | In carica | Andrea Pasin    | Lista civica "Condividere Calvene" | Sindaco |      |

### Gemellaggi
Nel 2012 il comune di Calvene ha aderito alla lista dei comuni gemellati con la fondazione "Città della Speranza".